# Los Ahilares
Los Ahilares är en ort i Mexiko.   Den ligger i kommunen Tenango de Doria och delstaten Hidalgo, i den sydöstra delen av landet, 140 km nordost om huvudstaden Mexico City. Los Ahilares ligger 1 549 meter över havet och antalet invånare är 144.
Terrängen runt Los Ahilares är bergig. Runt Los Ahilares är det ganska tätbefolkat, med 149 invånare per kvadratkilometer. Närmaste större samhälle är Huehuetla, 16,8 km nordost om Los Ahilares. Omgivningarna runt Los Ahilares är en mosaik av jordbruksmark och naturlig växtlighet.